# Vadas Kiss László
Vadas Kiss László (Tét, 1924. május 31. – Szentendre, 1999. október 26.) Liszt Ferenc-díjas operaénekes (tenor), érdemes művész.

## Életpályája
Tanulmányait a Nemzeti Zenedében, majd 1952 és 1956 között a budapesti Liszt Ferenc Zeneművészeti Főiskola ének szakán, Molnár Imre növendékeként végezte. 1956-ban a Miskolci Nemzeti Színház, majd 1958-ban a Szegedi Nemzeti Színház szerződtette énekesként. A Magyar Állami Operaház 1970-ben szerződtette. Énekelt von Einem, Cikker, Hindemith műveinek magyarországi bemutatóin, külföldi vendégszerepléseken vett részt. Operettekben is fellépett.

## Szerepei
| - Beethoven: Fidelio - Florestan - Bellini: Norma – Pollione - Bizet: Carmen – Don José - Borogyin: Igor herceg – Vlagyimir Igorjevics - Ján Cikker: Bajazid bég – címszerep - Csajkovszkij: A pikk dáma – Hermann - D'Albert: Hegyek alján – Pedro - Gottfried von Einem: Danton halála – Camille Desmoulins - Erkel Ferenc: Bánk bán – címszerep - Leo Fall: Sztambul rózsája – Ahmed bej - Paul Hindemith: Mathis, a festő – Hans Schwalb - Huszka Jenő: Gül baba – Gábor diák - Janáček: Jenůfa – Laca Klemen - Lehár Ferenc: A mosoly országa – Szu-Csong herceg; Hadfaludy Feri - Leoncavallo: Bajazzók – Canio - Mascagni: Parasztbecsület - Turiddu - Mozart: Idomeneusz, Kréta királya – Idomeneusz | - Muszorgszkij: Hovanscsina – Andrej Hovanszkij herceg - Muszorgszkij: A szorocsinszki vásár – Gricko - Puccini: Tosca – Mario Cavaradossi - Puccini: A köpeny – Henri - Puccini: Turandot – Kalaf - Puccini: A Nyugat lánya – Dick Johnson/Ramarrez - Scserbakov: Dohányon vett kapitány – Ivan - Johann Strauss d. S.: A cigánybáró – Barinkay Sándor - Verdi: Nabucco – Izmael - Verdi: Aida - Radames - Verdi: A trubadúr – Manrico - Verdi: Álarcosbál – Richard - Verdi: A szicíliai vecsernye – Arrigo - Verdi: Don Carlos – címszerep - Verdi: Otello – címszerep - Wagner: A bolygó hollandi – Erik - Wagner: Tannhäuser – címszerep - Wagner: Lohengrin – címszerep |

## Díjai, elismerései
- Liszt Ferenc-díj - 1968
- Érdemes művész - 1982